# Reinhard Hauff
Reinhard Hauff (Marburgo, 23 de mayo de 1939) es un director de cine alemán. Sus obras, que se llevaron a cabo principalmente a fines de la década de 1960 y principios de la de 1990, son conocidas por su comentario social y político.  Stammheim , que se basa en las actividades de la Facción del Ejército Rojo (comúnmente llamada la Banda Baader-Meinhof) ganó el premio Oso de Oro en el Festival Internacional de Cine de Berlín de 1986. En 1987, fue miembro del jurado del Festival de Berlín. His 1970 film Mathias Kneissl was entered into the 7th Moscow International Film Festival.

## Filmografía
Director
- Die Revolte (1969, TV film)
- Mathias Kneissl (1970)
- Haus am Meer (1973, TV film)
- Desaster (1973, TV film)
- El embrutecimiento de Franz Blum (Die Verrohung des Franz Blum) (1974)
- Zündschnüre (1974, TV film, based on a novel by Franz Josef Degenhardt)
- Paule Pauländer (1976, TV film)
- Der Hauptdarsteller (1977)
- El cuchillo en la cabeza (Messer im Kopf) (1978)
- Libertad, fin de trayecto (Endstation Freiheit) (1980)
- Der Mann auf der Mauer (1982)
- 10 Tage in Calcutta: A Portrait of Mrinal Sen (1984)
- Stammheim, el proceso (Stammheim ) (1986)
- Linie 1  (1988, film version of the musical Linie 1)
- Ojos azules (Blauäugig) (1989)
- Mit den Clowns kamen die Tränen (serie TV) (1990)

Actor
- Der plötzliche Reichtum der armen Leute von Kombach (1971), as Heinrich Geiz
- The Enigma of Kaspar Hauser (1974), as a farmer
- Man Under Suspicion (1984), as Holm

## Premios y distinciones
Festival Internacional de Cine de Berlín
| Año  | Categoría       | Película   | Resultado |
| ---- | --------------- | ---------- | --------- |
| 1986 | Oso de Oro      | El proceso | Ganador   |
| 1986 | Premio FIPRESCI | El proceso | Ganador   |

Festival Internacional de Cine de Venecia
| Año  | Categoría     | Película    | Resultado |
| ---- | ------------- | ----------- | --------- |
| 1989 | Premio UNICEF | Ojos azules | Ganador   |